# Ejido de Miahuatlán
Ejido de Miahuatlán är ett samhälle (ejido) i Mexiko, tillhörande kommunen Ixtapan del Oro i västra delen av delstaten Mexiko. Orten hade 781 invånare vid folkräkningen 2010.